# 춘추회
춘추회(일본어: 春秋会 슌주카이[*])는 과거에 존재했던 일본 자유민주당의 파벌이다.
1956년 고노 이치로를 중심으로 결성됐다. 이케다 하야토가 총리대신이 되었을 때는 비주류파가 됐는데 자유민주당을 탈당한 뒤 신당을 결성할 것도 고려했다. 1964년 이케다가 사임한 뒤 후계 자리를 둘러싸고 사토 에이사쿠와 대립했으나 패배했고 다음 해에 병사했다.
고노 사후엔 잠시 집단 지도 체제로 파벌을 운영했다. 사토가 1966년 총재 선거에서 재선에 나서자 나카소네 야스히로·나카무라 우메키치·노다 다케오 등 반사토 그룹과 시게마사 세이시·모리 기요시·소노다 스나오 등 친사토 그룹 간의 대립이 격화했다. 결국 나카소네 등은 신정동지회를 결성해 새로운 파벌을 만들었다.
이후 모리가 파벌 회장에 취임했지만 1968년 사망했다. 후임 회장으로 소노다가 취임했지만 고노 이치로의 아들이었던 고노 요헤이가 나카소네와 행동을 함께 했고 우노 소스케·후지나미 다카오 등이 세력을 확장하던 나카소네파로 이적하면서 춘추회의 당내 영향력은 계속 약해져만 갔다. 결국 1972년 후쿠다 다케오가 이끌던 파벌에 합류하면서 춘추회는 해산됐다.

## 같이 보기
- 자유민주당의 파벌
- 정책과학연구소
- 지수회
- 근미래정치연구회